# Fidel Herráez Vegas

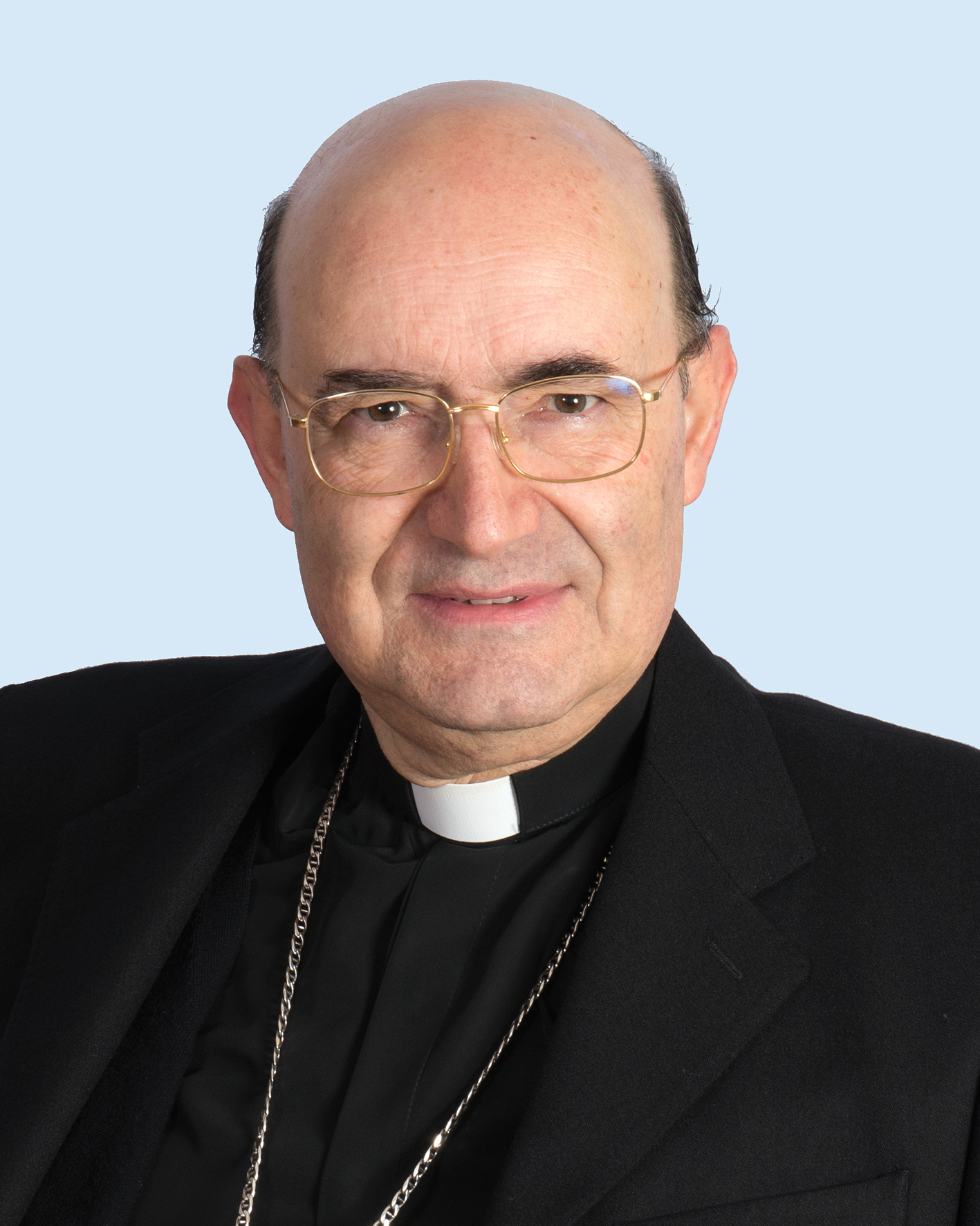
Fidel Herráez Vegas (2017)

Fidel Herráez Vegas (* 28. Juli 1944 in Ávila, Spanien) ist ein spanischer Geistlicher und emeritierter römisch-katholischer Erzbischof von Burgos.

## Leben

Erzbischofswappen

Fidel Herráez Vegas empfing am 19. Mai 1968 das Sakrament der Priesterweihe.
Am 14. Mai 1996 ernannte ihn Papst Johannes Paul II. zum Titularbischof von Cediae und bestellte ihn zum Weihbischof in Madrid. Der Erzbischof von Madrid, Antonio María Rouco Varela, spendete ihm am 29. Juni desselben Jahres die Bischofsweihe; Mitkonsekratoren waren der Apostolische Nuntius in Spanien, Erzbischof Lajos Kada, und der emeritierte Erzbischof von Madrid, Ángel Kardinal Suquía.
Am 30. Oktober 2015 ernannte ihn Papst Franziskus zum Erzbischof von Burgos. Die Amtseinführung fand am 28. November desselben Jahres statt.
Am 6. Oktober 2020 nahm Papst Franziskus seinen altersbedingten Rücktritt an.

## Weblinks

Signatur